# قصعين أليف الحجر
قصعين أليف الحجر[بحاجة لمصدر] (الاسم العلمي:Salvia saxicola) هو نوع من النباتات يتبع جنس القصعين من الفصيلة الشفوية.